# Barbula peruviana
Barbula peruviana är en bladmossart som beskrevs av Georg Friedrich von Jaeger 1873. Barbula peruviana ingår i släktet neonmossor, och familjen Pottiaceae. Inga underarter finns listade i Catalogue of Life.